# Џордан (Њујорк)
Џордан (енгл. Jordan) град је у америчкој савезној држави Њујорк.

## Демографија
По попису из 2010. године број становника је 1.368, што је 54 (4,1%) становника више него 2000. године.
| Група             | 2000.         | 2010.         |
| Белци             | 1.268 (96,5%) | 1.324 (96,8%) |
| Афроамериканци    | 6 (0,5%)      | 3 (0,2%)      |
| Азијати           | 7 (0,5%)      | 6 (0,4%)      |
| Хиспаноамериканци | 14 (1,1%)     | 18 (1,3%)     |
| Укупно            | 1.314         | 1.368         |